# على قيد الحياة (مسلسل)
«على قيد الحياة» هو مسلسل سوري تم عرضه لأول مرة سنة 2009.

## قصة المسلسل
يغوص المسلسل إلى مشكلات المجتمع الأكثر حدة وألماً حيث يناقش جدلية الموت والحياة وأثر الموت اللاحق أو السابق، ويرصد تأثير الفقدان على الشخصيات وكيف يجعلها تنظر للحياة فيما بعد من زوايا متباينة، كما يرصد تلك الشخصيات التي يؤثر فيها الموت (القادم) على نحو خاص.
كما يتناول المسلسل شرائح عمرية مختلفة ويصور محاولات الحياة لأسر وأفراد تتقاطع مساراتهم، كما يتعرض لمجموعة من القضايا الشائكة، منها: جرائم الشرف، الحمل والإجهاض خارج مؤسسة الزواج، الزواج العرفي، تنظيم الشباب في حملات الجهاد على الإنترنت وعلى الأرض ومن ثم الانتقال إلى العراق، لجوء العراقي في سورية.

## أعضاء المسلسل
1. قصي خولي
2. كاريس بشار
3. نادين الخوري
4. لورا أبو اسعد
5. عبد الهادي صباغ
6. كندة علوش
7. كندة حنا
8. مكسيم خليل